# Michael Jäger (Politiker, 1983)
Michael Jäger (* 8. Dezember 1983 in Ebbs, Bezirk Kufstein) ist ein österreichischer Politiker (ÖVP). Er ist Gemeinderat von seiner Heimatgemeinde Ebbs und Abgeordneter zum Tiroler Landtag seit dem 25. Oktober 2022.

## Ausbildung und Beruf
Michael Jäger besuchte von 1990 bis 1994 die Volksschule Ebbs, wo er anschließend von 1994 bis 1998 auch die Hauptschule besuchte. Nach dem Hauptschulabschluss besuchte er bis 1999 die Landwirtschaftliche Fachschule Weitau. Noch im selben Jahr begann er die Lehre als Kfz-Techniker bei der Fa. Toyota Aniser GmbH in Ebbs. Parallel dazu besuchte er bis 2003 die Berufsschule für Kfz-Mechaniker in Innsbruck. 2003 schloss Jäger die Lehre ab.
Von 2003 bis 2007 war Jäger als Nfz-Techniker bei Josef Kurz & Co Baufirma tätig. Im Oktober 2005 schloss er die Ausbildung als Landwirtschaftlicher Facharbeiter ab.
Anschließend wurde Jäger bei Pappas Tirol GmbH tätig, wo er von 2007 bis Juni 2022 in diversen Funktionen tätig war. Im Jahr 2011 schloss Jäger seine Weiterbildung als Kundendienstberater bei Mercedes-Benz ab, woraufhin 2013 eine Weiterbildung als zertifizierter Diplomverkäufer NFZ bei Mercedes-Benz folgte.

## Politik
Michael Jäger hält diverse politische Positionen inne. Neben seiner Funktion als Abgeordneter zum Landtag ist Jäger Bezirksbauernbundobmann im Kufstein. Jäger ist seit 2010 auch Gemeinderat in seiner Heimatgemeinde Ebbs. Weiters fungiert er als Obmann der Bezirkslandwirtschaftskammer Kufstein. In der Tiroler Volkspartei hat er 2021 die Funktion als Bezirksparteiobmann-Stellvertreter übernommen.

## Privates
Neben der Politik engagiert er sich bei der Freiwilligen Feuerwehr Buchberg, wo er bis zum Jahr 2023 als Kommandant-Stellvertreter tätig war. Außerdem ist er Obmann der Agrargemeinschaft Feldalm und Habachsaualm in Walchsee. Er ist Vorstandsmitglied der Biokäserei Walchsee eGen und weiters auch noch Ausschussmitglied der Jagdgenossenschaft Buchberg.
In seiner Freizeit ist Jäger am liebsten auf der Jagd, beim Schifahren oder Berg gehen.
Michael Jäger ist verheiratet und Vater von zwei Söhnen.